# Římskokatolická farnost Citonice
Římskokatolická farnost Citonice je územní společenství římských katolíků s farním kostelem svatého Jana a Pavla ve vranovském děkanství.

## Historie farnosti
Nejstarší dochovaná zmínka o obci Citonice pochází z roku 1252. Roku 1769 byl v obci postaven kostel, zasvěcený svatému Janu a Pavlu. O čtyři roky později se tu začalo jednat i o zřízení fary. Kostel byl v letech 1814 a 1841 obnovován. Roku 1870 pak byla ke kostelu přistavěna sakristie. Ve stejném roce byla ve vsi nadačním listem zřízena také fara. Do této doby byly Citonice přifařeny k Olbramkostelu.

## Duchovní správci
Na počátku dvacátého století zde téměř třicet let působil jako duchovní správce církevní historik R.D. Isidor Vondruška. Od října 2008 do června 2015 byl administrátorem excurrendo R. D. Mgr. Pavel Sobotka z Přímětic. Jde o člena farního týmu FATYM. V rámci změn ve FATYMu byl od 1. července 2015 ustanoven administrátoren excurrendo R. D. Mgr. Jindřich Čoupek. Od podzimu 2019 byl ustanoven administrátoren excurrendo R. D. Mgr. Marek Coufal.
FATYM Přímětice-Bítov je společenství katolických kněží, jáhnů a jejich dalších spolupracovníků. Působí v brněnské diecézi od roku 1996. Jedná se o společnou správu několika kněží nad větším množstvím farností za spolupráce laiků. Mimo to, že se FATYM stará o svěřené farnosti, snaží se jeho členové podle svých sil vypomáhat v různých oblastech pastorace v Česku.

## Bohoslužby
| Kostel               | Místo    | Bohoslužba (den) | Hodina      | Poznámka     |
| -------------------- | -------- | ---------------- | ----------- | ------------ |
| svatého Jana a Pavla | Citonice | neděle pátek     | 11.00 16.30 | farní kostel |

## Aktivity ve farnosti
Dnem vzájemných modliteb farností za bohoslovce a bohoslovců za farnosti brněnské diecéze je 20. duben. Adorační den připadá na 19. srpna.
FATYM vydává čtyřikrát do roka společný farní zpravodaj (velikonoční, prázdninový, dušičkový a vánoční) pro farnosti Vranov nad Dyjí, Přímětice, Bítov, Olbramkostel, Starý Petřín, Štítary na Moravě, Chvalatice, Stálky, Lančov, Horní Břečkov, Prosiměřice, Vratěnín, Citonice, Šafov, Korolupy, Těšetice, Lubnice, Lukov, Práče a Vratěnín.
Ve farnosti se koná tříkrálová sbírka. V roce 2017 činil její výtěžek 14 146 korun.